# Tedaga
Tedaga ist die Sprache der Volksgruppe der Teda.
Sie gehört zu den saharanischen Sprachen innerhalb des nilosaharanischen Sprachphylums und wird in Tschad, Niger, Libyen und Nigeria von insgesamt rund 42.500 Menschen gesprochen. In Tschad befindet sich das Sprachgebiet der rund 28.500 Sprecher in den Provinzen Borkou, Ennedi Ouest und Kanem sowie im Gebiet um Bardaï in der Provinz Tibesti. In Niger wird die Sprache von rund 10.000 Sprechern in den Departements Bilma und N’Guigmi verwendet. In Libyen hat Tedaga rund 2000 Sprecher in al-Qatrun und im südwestlichen Grenzgebiet. In Nigeria wird Tedaga von rund 2000 Menschen in wenigen Dörfern im Nordosten des Bundesstaats Borno gesprochen.
Die Sprache ist mit dem Dazaga der Daza nah verwandt, etwa 67 % des Wortschatzes beider Sprachen sind ähnlich. Dazaga wird von den Tedaga-Sprechern neben dem Arabischen teilweise auch als Zweitsprache verwendet.
Die Völker Teda und Daza werden unter der Bezeichnung Tubu zusammengefasst.